# Mirne (Jersón)
Mirne (en ucraniano: Мирне, romanizado: Myrne; en ruso: Мирное, romanizado: Mirnoye) es un pueblo ucraniano perteneciente al óblast de Jersón. Situado en el sur del país, es parte del raión de Jersón y del municipio (hromada) de Brilivka.
La ciudad se encuentra ocupada por Rusia desde el febrero de 2022 en el marco de la invasión rusa de Ucrania.

## Historia
Mirne fue fundado en 1920. Una granja de ganado fue construida en el pueblo en 1973, se construyó una tienda de pueblo en 1976 y  finalmente se completó la construcción del club del pueblo en 1979.
En julio de 1995, el Gabinete de Ministros de Ucrania aprobó la decisión de privatizar la granja estatal ubicada aquí.

## Demografía
Según el censo de 2001, la lengua materna de la mayoría de los habitantes, el 92,15%, es el ucraniano; del 5,99% es el ruso.